# 증산로 (부여군)
증산로(Jeungsan-ro)는 충청남도 부여군 석성면 석성중학교앞교차로 에서 석성면 십자사거리 를 잇는 충청남도의 도로이다.

## 주요 경유지
충청남도
- 부여군 (석성면)

## 노선
| 이름                | 접속 노선                 | 소재지 | 소재지 | 비고 |
| ------------------- | ------------------------- | ------ | ------ | ---- |
| 석성중학교앞 교차로 | 지방도 제799호선 (금백로) | 부여군 | 석성면 |      |
| 십자가사가리        | 왕릉로                    | 부여군 | 석성면 |      |
| 십자사거리          | 지방도 제799호선 (금백로) | 부여군 | 석성면 |      |

## 주요 건물 및 시설
- 석성중학교 (증산로 7/증산리 1249-2)
- 농협 동부여농협 하나로마트 (증산로 40/증산리 1218-14)
- 농협 동부여농협 (증산로 45/증산리 1278-5)
- 새마을금고 금강새마을금고 본점 (증산로 62/증산리 1285-5)